# Johann Georg von Eckhart
Johann Georg von Eckhart, nemški zgodovinar, knjižničar in historiograf, * 7. september 1664, Duingen, † 9. februar 1730, Würzburg.